# 薩金茨 (科羅拉多州)
薩金茨（英語：Sargents）是位於美國科羅拉多州薩沃奇縣的一個非建制地區。該地的面積和人口皆未知。

## 地理
薩金茨的座標為38°24′15″N 106°24′51″W / 38.40417°N 106.41417°W，而該地的平均海拔高度為2584米（即8478英尺）。